# Aranha (futebolista)
Mário Lúcio Duarte Costa, mais conhecido como Mário Aranha, ou simplesmente Aranha (Pouso Alegre, 17 de novembro de 1980) é um escritor e ex-futebolista brasileiro que atuava como goleiro. Atualmente é coordenador técnico e preparador de goleiros do Hyper Valinhos.

## Clubes

### Ponte Preta
Aranha, como é conhecido profissionalmente, formou-se na Ponte Preta. O apelido surgiu através de seu treinador Aílton Custódio, na época em que Aranha treinava numa escolinha de futebol em sua cidade natal, Pouso Alegre. Surgiu como uma referência ao goleiro soviético Lev Yashin, conhecido como Aranha Negra pela roupa que usava e por suas grandes defesas.
Em 2008, Aranha foi considerado o melhor goleiro do Campeonato Paulista. A Ponte Preta disputou a final contra o Palmeiras mas acabou perdendo. Seu contrato com o time de Campinas foi renovado por mais três anos.[carece de fontes?]

### Atlético Mineiro
Em 26 de maio de 2009, o Atlético Mineiro o contratou, mas em 17 de dezembro de 2010, o clube anunciou que Aranha não teria seu contrato renovado para a temporada seguinte.

### Santos
Em 21 de dezembro de 2010, o Santos anunciou seu vínculo visando a disputa da Copa Libertadores de 2011, com o salário de aproximadamente R$ 100 mil. Em dezembro de 2012, Aranha renovou seu vínculo até 2015. Diante o time da Chapecoense, Aranha completou cem jogos pelo Santos.
Com os graves problemas financeiros do Santos, que acarretou em atrasos nos pagamentos salariais do elenco, Aranha ingressou com medida judicial de rescisão contratual com o clube, negada em caráter liminar. Porém, em 27 de janeiro de 2015, o goleiro e clube chegaram a um acordo de rescisão, com o clube se comprometendo a quitar os últimos débitos ao jogador.

### Palmeiras
Em 2 fevereiro de 2015 assinou contrato com o Palmeiras até o fim do ano de 2015. Atuou em apenas uma partida e em concluiu seu vínculo com o clube em 16 de dezembro.

### Joinville
Em 13 de junho de 2016 foi contratado pelo Joinville para a disputa do Campeonato Brasileiro de 2016 - Série B.[carece de fontes?] Estreou em 9 de julho contra o Sampaio Corrêa. Após cinco partidas o clube rescindiu seu contrato.

### Retorno para a Ponte Preta
Após sete anos, Aranha retornou à equipe da Ponte Preta para a disputa do Campeonato Brasileiro de 2016. No Campeonato Paulista de 2017, repetiu o vice-campeonato.[carece de fontes?]

### Avaí
Em 19 de fevereiro de 2018, Aranha foi anunciado pelo Avaí.
- Como o próprio presidente falou e todos sabem, não sou menino. Estou na reta final da carreira, mas não quero passar vergonha, quero jogar e em um clube interessante. Você, olhando o cenário, brigando pelo regional, Copa do Brasil, acesso, me deu otimismo para continuar a carreira e quem sabe no fim do ano podemos comemorar o acesso. Estou à disposição. Quem sabe jogar, sabe jogar! Claro que a gente tem que ter cuidados, porque se de repente você apressar, pode perder com uma lesão. Fiz pré-temporada na Ponte e dei uma pausa depois que saiu a rescisão. Meus exames deram bons, estou treinando com bola há dois dias, então já me coloco à disposição. [Sobre como conseguir a titularidade] Com tranquilidade e respeito. Foi assim no Palmeiras, Santos, Atlético-MG. Cada um tem seu currículo, eu vou procurar jogar e todos querem isso. Quando o jogador abre mão da titularidade, é porque o futebol não é interessante.— Aranha, em sua apresentação oficial pelo Avaí.
Ao fim da temporada, em dezembro, seu vínculo não foi renovado.

## Incidentes envolvendo racismo
Em 23 de novembro de 2005, após ter deixado um amigo no hospital da PUC, Aranha foi abordado e agredido por policiais militares na cidade de Campinas (que o confundiram com um assaltante procurado). Mesmo tendo se identificado como atleta da Associação Atlética Ponte Preta, Aranha foi detido e conduzido a um distrito policial onde foi identificado através dos documentos que portava. Após a intervenção de advogados do clube, Aranha foi solto e realizou queixa por agressão contra os policiais. Posteriormente, os agentes envolvidos pediram desculpas ao goleiro, que não prosseguiu com a denúncia.
No dia 28 de agosto de 2014, em uma partida da Copa do Brasil de 2014 entre Santos e Grêmio em Porto Alegre, o goleiro foi xingado de "macaco" por um grupo de torcedores da equipe gaúcha. Ele também os acusou de fazer sons de macaco para provocá-lo. O Grêmio, mais tarde, emitiu um comunicado condenando os atos de racismo e prometendo ajudar a identificar os torcedores racistas. O episódio levou o segundo jogo em Santos a ser suspenso até que o Superior Tribunal de Justiça Desportiva examinasse o caso. O resultado poderia até eliminar o Grêmio da Copa do Brasil de 2014, uma punição que foi de fato oficializada em 3 de setembro de 2014.
No dia 21 de janeiro de 2015, Aranha foi novamente vítima de atos racistas, desta vez de uma parcela ínfima da torcida santista (clube que ele defendia à época), por meio de um grupo no Facebook. As pessoas que insultaram o jogador foram repreendidas e posteriormente excluídas do grupo.
Após a aposentadoria, Aranha tornou-se escritor, focando seu trabalho nas questões raciais no Brasil.

## Títulos
Ponte Preta
- Campeonato Paulista do Interior: 2009

Atlético Mineiro
- Campeonato Mineiro: 2010

Santos
- Campeonato Paulista: 2011 e 2012
- Copa Libertadores da América: 2011[23]
- Recopa Sul-Americana: 2012

Palmeiras
- Copa do Brasil: 2015

### Prêmios individuais
- Seleção do Campeonato Paulista: 2008 e 2017

## Carreira como escritor
Ao fim de sua trajetória no futebol, Aranha, ativista do movimento negro, tornou-se escritor. Iniciou na literatura com a obra "Brasil Tumbeiro", um livro infanto-juvenil com a proposta de explicar a história dos afrodescendentes no Brasil e conscientizar as próximas gerações a respeito da identidade racial. Como autor, o ex-goleiro assina suas obras sobre o nome de "Mário Aranha".  No dia 8 de setembro de 2022, Aranha lança a obra "Patrocínio" onde conta a historia sobre o farmacêutico e jornalista José do Patrocínio, que lutou pelo fim da escravidão.

## Obras

### Livros
| Ano  | Livro           | Editora          | Notas  |
| ---- | --------------- | ---------------- | ------ |
| 2021 | Brasil Tumbeiro | Editora Mostarda | [ 26 ] |
| 2022 | Patrocínio      | Editora Mostarda | [ 27 ] |